# 생명은 아름다워
〈생명은 아름다워〉(일본어: 命は美しい 이노치와우츠쿠시이[*])는 노기자카46의 11번째 싱글이다.

## 개요
전작 〈몇 번째 푸른 하늘인가?〉로부터 약 5개월 만의 싱글이다.

## 수록곡

### Type-A
자켓 사진 (표지):니시노 나나세
CD
1. 命は美しい / 생명은 아름다워
(작사: 아키모토 야스시 / 작곡·편곡: Hiroki Sagawa)
2. あらかじめ語られるロマンス / 미리 이야기되는 로맨스
(작사: 아키모토 야스시 / 작곡·편곡: SoichiroK, Nozomu.S)
3. 立ち直り中 / 재기 중
(작사: 아키모토 야스시 / 작곡: 후쿠다 타카시 / 편곡: TATOO)
4. 命は美しい off vocal ver.
5. あらかじめ語られるロマンス off vocal ver.
6. 立ち直り中 off vocal ver.

DVD
1. 命は美しい Music Video
2. 立ち直り中 Music Video
3. 영상 크리에이터×노기자카46

### Type-B
자켓 사진 (표지):마츠이 레나·시라이시 마이·니시노 나나세·하시모토 나나미·이쿠타 에리카
CD
1. 命は美しい / 생명은 아름다워
2. あらかじめ語られるロマンス / 미리 이야기되는 로맨스
3. ごめんね　ずっと・・・ / 미안해 계속・・・
(작사: 아키모토 야스시 / 작곡: 야마다 토모카즈 / 편곡: 스미야 쇼헤이)
4. 命は美しい off vocal ver.
5. あらかじめ語られるロマンス off vocal ver.
6. ごめんね　ずっと・・・ off vocal ver.

DVD
1. 命は美しい Music Video
2. ごめんね　ずっと・・・ Music Video
3. 영상 크리에이터×노기자카46

### Type-C
자켓 사진 (표지):언더 멤버 17명
CD
1. 命は美しい / 생명은 아름다워
2. あらかじめ語られるロマンス / 미리 이야기되는 로맨스
3. 君は僕と会わない方がよかったのかな / 너와 나는 만나지 않는 편이 좋았던 걸까
(작사: 아키모토 야스시 / 작곡·편곡: Akira Sunset, ha-j)
4. 命は美しい off vocal ver.
5. あらかじめ語られるロマンス off vocal ver.
6. 君は僕と会わない方がよかったのかな off vocal ver.

DVD
1. 命は美しい Music Video
2. 君は僕と会わない方がよかったのかな Music Video
3. 영상 크리에이터×노기자카46

### 통상반
자켓 사진 (표지):〈생명은 아름다워〉 선발 멤버
CD
1. 命は美しい / 생명은 아름다워
2. あらかじめ語られるロマンス / 미리 이야기되는 로맨스
3. ボーダー / 보더
(작사: 아키모토 야스시 / 작곡·편곡: 나카츠치 토모히로)
4. 命は美しい off vocal ver.
5. あらかじめ語られるロマンス off vocal ver.
6. ボーダー off vocal ver.

## 선발 멤버

### 생명은 아름다워
(센터:니시노 나나세)
- 1열: 마츠이 레나, 시라이시 마이, 니시노 나나세, 하시모토 나나미, 이쿠타 에리카
- 2열: 와카츠키 유미, 아키모토 마나츠, 이코마 리나, 사쿠라이 레이카, 후카가와 마이
- 3열: 마츠무라 사유리, 사가라 이오리, 사이토 아스카, 이토 마리카, 호리 미오나, 호시노 미나미, 에토 미사, 타카야마 카즈미

### 미리 이야기되는 로맨스
(센터:사이토 아스카, 호시노 미나미)
- 이쿠타 에리카, 이코마 리나, 이토 마리카, 사이토 아스카, 호시노 미나미, 호리 미오나

### 재기 중
- 아키모토 마나츠, 에토 미사, 시라이시 마이, 타카야마 카즈미, 하시모토 나나미, 후카가와 마이, 마츠무라 사유리

### 미안해 계속・・・
- 니시노 나나세

### 너와 나는 만나지 않는 편이 좋았던 걸까
(센터:나카모토 히메카)
- 이토 카린, 이노우에 사유리, 카와고 히나, 카와무라 마히로, 키타노 히나코, 사이토 치하루, 사이토 유리, 신우치 마이, 나카다 카나, 나카모토 히메카, 나가시마 세이라, 노죠 아미, 히구치 히나, 와다 마야

### 보더
- 이토 쥰나, 사사키 코토코, 스즈키 아야네, 테라다 란제, 야마자키 레나, 와타나베 미리아